# Mindy Baha El Din
Mindy Baha El Din (geborene Rosenzweig; * 1. November 1958 in Chicago, Illinois; † 18. März 2013 in Gizeh, Ägypten) war eine ägyptische Herpetologin, Öko-Aktivistin und Umweltschützerin US-amerikanischer Herkunft. Gemeinsam mit ihrem Ehemann, dem ägyptischen Herpetologen und Ornithologen Sherif Baha El Din (* 1960), leistete sie bemerkenswerte Beiträge zum Zugvogelschutz in Ägypten.

## Leben
Nach ihrem Abschluss in Arabisch und Wirtschaftswissenschaften an der Indiana University besuchte Mindy Rosenzweig Kurse in Feldornithologie und widmete sich der Vogelbeobachtung. Als Mitarbeiterin von BirdLife International reiste sie 1988 nach Ägypten und gründete ein Zentrum für Umweltbildung im Zoo von Gizeh. 1989 heiratete sie Sherif Baha El Din. Aus dieser Ehe gingen zwei Töchter hervor. Ab 1992 arbeitete das Paar gemeinsam als freischaffende Wildtiermanagementberater. Sie organisierten und leiteten Vogelbeobachtungsexkursionen durch ganz Ägypten, publizierten Unterrichtsmaterialien, veranstalteten Kampagnen zum Schutz der Zugvögel und studierten die Zugvogelrouten. Mindy und Sherif Baha El Din waren Berater im Naturschutzsektor der ägyptischen Umweltagentur. 1994 gründeten sie Tortoise Care Egypt, eine Gruppe von internationalen und lokalen Organisationen und Einzelpersonen, die das Ziel verfolgen, ein Nachzuchtprogramm für die Ägyptische Landschildkröte (Testudo kleinmanni), die in Ägypten als ausgestorben gilt, aufzubauen. 2005 gehörten sie zu den Mitbegründern von Nature Conservation Egypt, der ägyptischen Partnerorganisation von BirdLife International.
Am 14. März 2013 erlitt Mindy Baha El Din einen Schlaganfall, an dessen Folgen sie in den frühen Morgenstunden des 18. März 2013 in einem Krankenhaus in Gizeh starb.
In den Jahren 1997 und 2005 beschrieb Sherif Baha El Din die beiden Gecko-Arten Tarentola mindiae und Hemidactylus mindiae und benannte sie nach seiner Frau.